# Dunder Mifflin
Dunder Mifflin Paper Company, Inc. es una compañía ficticia de ventas de papel en la que se centra la serie de televisión de comedia estadounidense The Office. El nombre es análogo a Wernham Hogg —de la versión británica original de la serie—, y a Papiers Jennings y Cogirep en las adaptaciones de Canadá y Francia, respectivamente. Originalmente, la empresa era completamente ficticia, pero con el tiempo la marca se utilizó para vender productos en Staples y otras tiendas de suministros de oficina.

## Información general

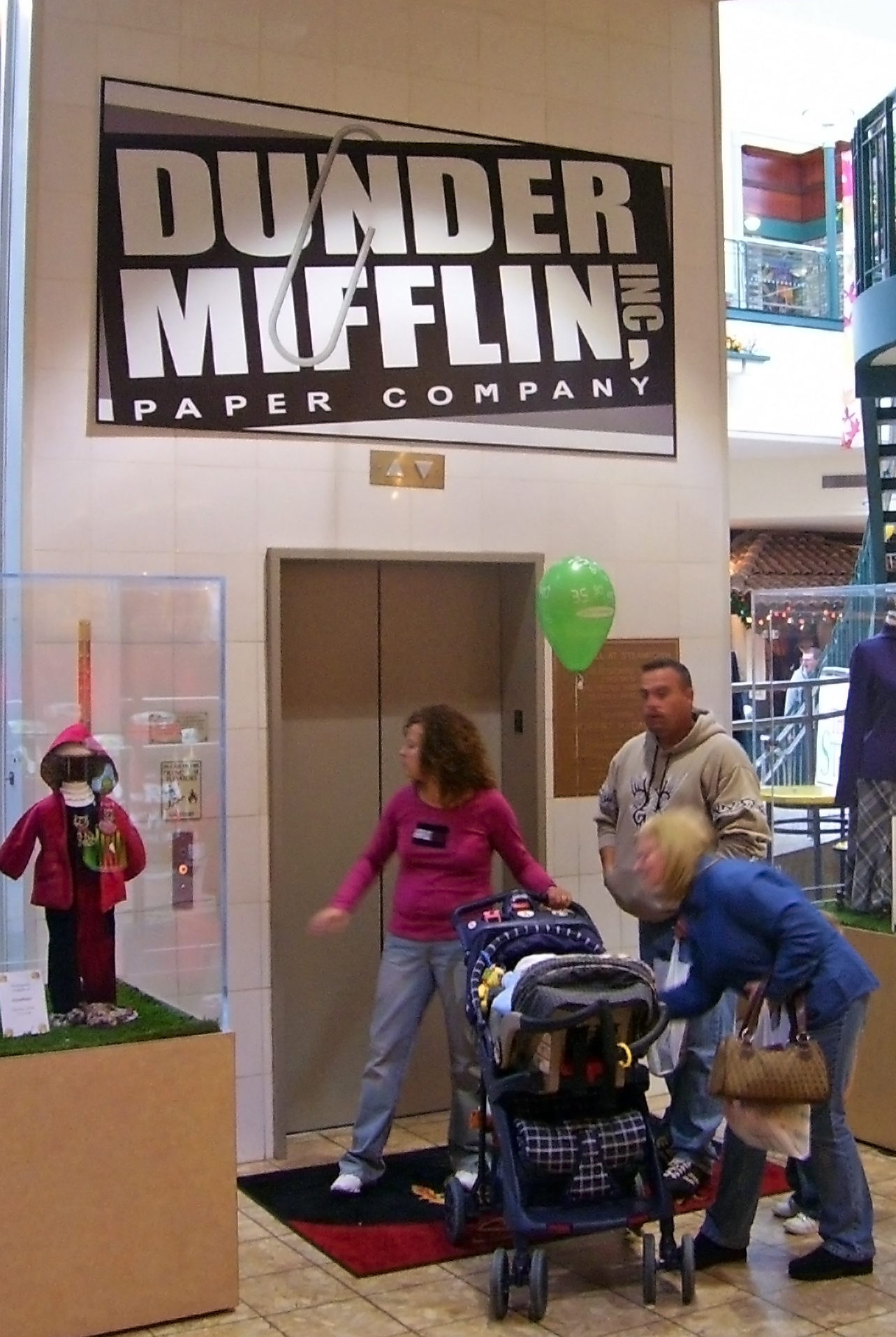
El logo en Mall at Steamtown.

En un episodio de la cuarta temporada, "Dunder Mifflin Infinity", se dijo que la compañía fue fundada en 1949 por Robert Dunder y Robert Mifflin, y que originalmente vendían soportes para su uso en la construcción. En el quinto episodio de la temporada, "Company Picnic", se dijo que los co-fundadores se conocieron en una gira del Dartmouth College. 
Antes de su adquisición en 2010 por el conglomerado con sede en Tallahassee Sabre, la empresa fue descrita con una sede en Nueva York, y con sucursales en las ciudades más pequeñas del noreste. Los episodios tienen lugar en la sucursal de Scranton, dirigida por Michael Scott (Steve Carell), pero las otras ramas se han mencionado y visto. Por un corto tiempo, debido a la compra de empresas por Sabre, Scott fue el de más alto rango en Dunder Mifflin. La rama de Stanford, luego cerrada, se vio cuando Jim Halpert (John Krasinski) fue trasladado durante la primera mitad de la tercera temporada, antes de que se fusionara con la rama de Scranton. En otro episodio, "Branch Wars", se dio a los espectadores una breve vista de la rama de Utica, una de varias supuestamente en el estado de Nueva York. Zbornak dice que la ciudad estaba en la lista para ser la base de la serie, ya que algunos de sus escritores tenían vínculos con el centro de Nueva York, y que la intención siempre fue tener por lo menos una sucursal que se encontrara allí, por razones de fonética. "Utica era solo un nombre diferente que suena como Scranton", pero, además, "hemos hecho un poco de investigación y el pensamiento, de nuestro tipo de negocio, es que podría sobrevivir en Utica", dijeron los productores.

## Lugares utilizados

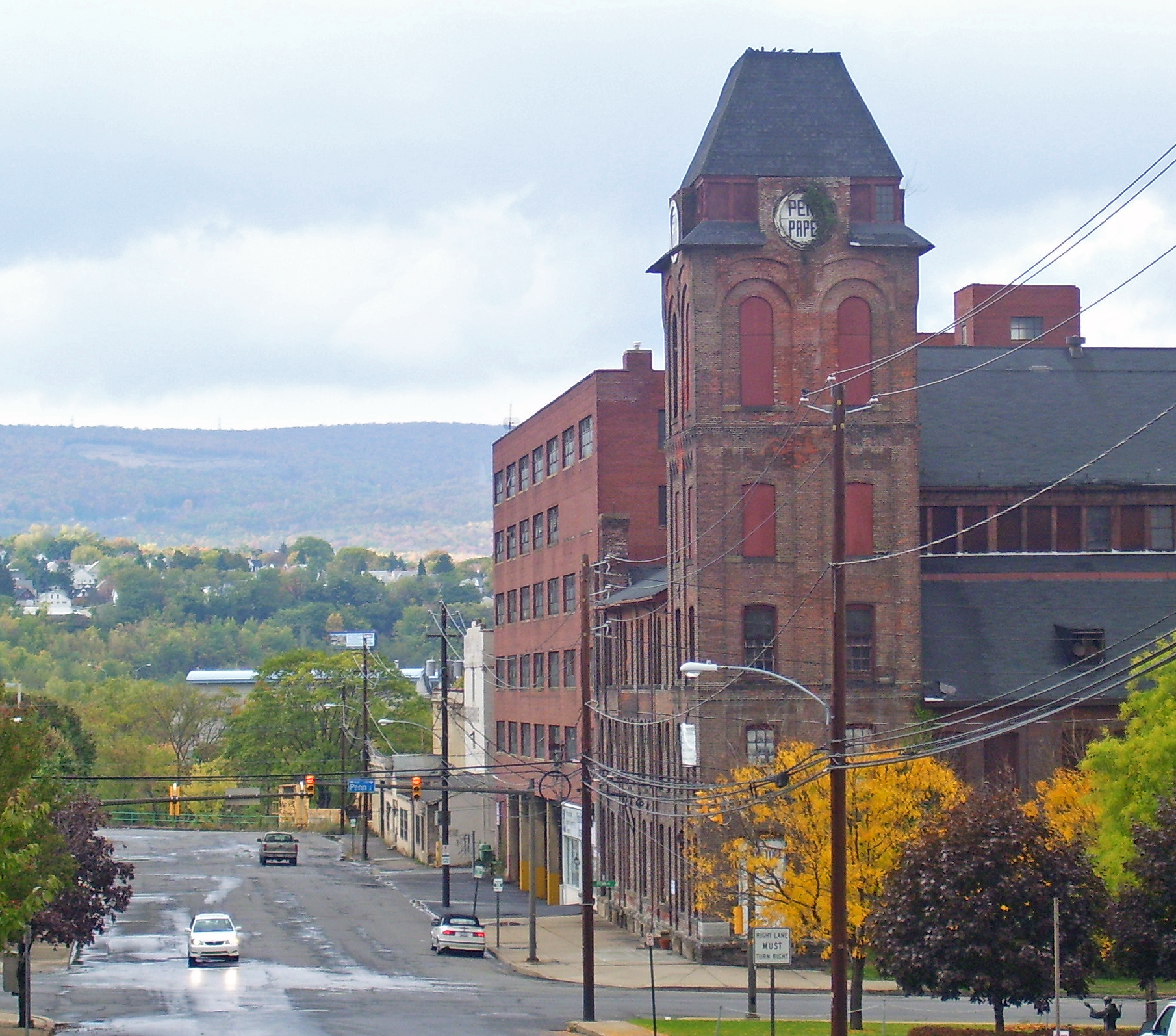
El Pennsylvania Paper & Supply Company tower aparece en la apertura del programa.

La oficina y el almacén de la sucursal de Scranton se establecen en la sede de la compañía de producción en Van Nuys, California (se utilizó una oficina real en la primera temporada de la serie). Las plazas de estacionamiento y exterior del edificio son también del exterior del edificio (excepto en la primera temporada, cuando el exterior del edificio era diferente debido a que fue utilizado un lugar de rodaje diferente). Desde la puesta en escena, no tenía ventanas. La escritora Jennifer Celotta fue vestida para parecerse a Michael Scott al mirar por la ventana para entrar al estacionamiento, de acuerdo al guion. En la segunda temporada y posteriores, los interiores y exteriores están en un lugar diferente en Van Nuys.
Algunos espectadores suponen que es la torre de Pennsylvania Paper & Supply Company que aparece en la apertura, haciendo referencia a Scranton, en donde aparece John Krasinski.
La compañía, que también vende papel, dio la bienvenida a la exposición que le trajo la serie y montó una sala de exposiciones en la planta baja donde se vendían sus productos y camisetas en la torre. Se planeó además agregar un logotipo de Dunder Mifflin en la parte superior de la torre. La Avenida Mifflin termina junto a la de papel Penn y de materiales de construcción.